# Annascaul
Annascaul es una localidad situada en el condado de Kerry de la provincia de Munster (República de Irlanda), con una población en 2016 de 318 habitantes.
Se encuentra ubicada al suroeste del país, cerca de la ciudad de Tralee, de la cordillera Macgillicuddy's Reeks, de la costa del océano Atlántico y al noroeste de la ciudad de Cork.